# Madonna (album)
Madonna là album phòng thu đầu tay của ca sĩ người Mỹ Madonna, phát hành ngày 27 tháng 7 năm 1983 bởi Sire Records và Warner Bros. Records. Năm 1979, Madonna đạt được một số thành tựu khi hoạt động âm nhạc tại Thành phố New York, trước khi cô thực hiện một băng demo cùng với bạn trai cũ Stephen Bray và giới thiệu đến những hộp đêm địa phương. Sau đó, nữ ca sĩ đã thuyết phục được Mark Kamins, một DJ thường trú tại Danceteria để phát "Everybody" — một trong bốn bản nhạc nằm trong đoạn băng và nhận được nhiều phản ứng tích cực từ đám đông. Kamins giới thiệu nữ ca sĩ đến Sire Records, nơi chủ tịch hãng đĩa Seymour Stein ký hợp đồng ngắn hạn để phát hành ba đĩa đơn với cô. Sau khi ra mắt, "Everybody" gặt hái những thành công trên thị trường nhạc dance và là tiền đề để hãng đĩa đồng ý đầu tư một album hoàn chỉnh cho Madonna. Đây là một bản thu âm synth-pop, dance-pop và post-disco cũng như kết hợp những công nghệ tối tân nhất lúc bấy giờ, bao gồm trống máy LM-2, đàn tổng hợp Moog Taurus và Oberheim OB-X, trong đó nội dung ca từ đề cập đến những chủ đề về tình yêu và trải nghiệm tiệc tùng. 
Nữ ca sĩ bắt đầu làm việc với nhà sản xuất Reggie Lucas của Warner Bros., người từng làm việc với nhiều nghệ sĩ như Roberta Flack và Stephanie Mills. Tuy nhiên, mâu thuẩn giữa Madonna và Lucas nảy sinh vì cô không hài lòng với thành phẩm sản xuất của ông. Sau đó, nữ ca sĩ tiếp cận đến người bạn trai lúc bấy giờ John "Jellybean" Benitez để sản xuất và phối lại phần lớn đĩa nhạc. Sau khi phát hành, Madonna nhận được những phản ứng tích cực từ các nhà phê bình âm nhạc, trong đó họ đánh giá cao bản chất và phong cách âm nhạc sôi động của tác phẩm. Album cũng gặt hái những thành tích đáng kể về mặt thương mại khi lọt vào top 10 tại nhiều quốc gia như Úc, Hà Lan, Pháp, New Zealand và Vương quốc Anh. Đĩa nhạc ra mắt ở vị trí thứ 190 trên bảng xếp hạng Billboard 200 và vươn đến vị trí thứ tám sau hơn một năm, trở thành album đầu tiên trong sự nghiệp của nữ ca sĩ vươn đến top 10 tại Hoa Kỳ và được chứng nhận năm đĩa Bạch kim bởi Hiệp hội Công nghiệp Ghi âm Hoa Kỳ (RIAA). Tính đến nay, Madonna đã bán được hơn mười triệu bản trên toàn cầu, trở thành một trong những album của nghệ sĩ nữ bán chạy nhất lịch sử.
Năm đĩa đơn đã được phát hành từ Madonna. "Everybody" và "Burning Up" được chọn làm đĩa đơn trước khi ra mắt album nhưng đều không tạo được nhiều thành công trên các bảng xếp hạng. Đĩa đơn thứ ba, "Holiday" đánh dấu bước đột phá của Madonna về mặt thương mại, trong khi hai đĩa đơn còn lại "Borderline" và "Lucky Star" lần lượt trở thành đĩa đơn đầu tiên của cô lọt vào top 10 và top 5 trên bảng xếp hạng Billboard Hot 100. Năm 1985, đĩa nhạc được phát hành lại với tên gọi Madonna: The First Album và giúp những đĩa đơn gặt hái nhiều thành tích đáng kể tại Châu Âu. Từ năm 1983 đến năm 1984, Madonna tiến hành quảng bá album và những đĩa đơn thông qua một loạt buổi diễn trực tiếp tại các hộp đêm và chương trình truyền hình khắp Hoa Kỳ và Châu Âu, cũng như trong chuyến lưu diễn The Virgin Tour (1985). Trong những năm tiếp theo, nhiều nhà phê bình coi Madonna là một trong những album đầu tay vĩ đại nhất mọi thời đại và "đặt ra tiêu chuẩn" cho dòng nhạc dance-pop trong tương lai. Ngoài ra, ảnh hưởng của đĩa nhạc cũng được ghi nhận trong nhiều tác phẩm của những nghệ sĩ nữ như Janet Jackson, Debbie Gibson, Kylie Minogue và Lady Gaga.

## Danh sách bài hát
| Madonna – Phiên bản tiêu chuẩn | Madonna – Phiên bản tiêu chuẩn | Madonna – Phiên bản tiêu chuẩn | Madonna – Phiên bản tiêu chuẩn            | Madonna – Phiên bản tiêu chuẩn |
| STT                            | Nhan đề                        | Sáng tác                       | Sản xuất                                  | Thời lượng                     |
| ------------------------------ | ------------------------------ | ------------------------------ | ----------------------------------------- | ------------------------------ |
| 1.                             | "Lucky Star"                   | Madonna                        | Reggie Lucas John "Jellybean" Benitez [a] | 5:30                           |
| 2.                             | "Borderline"                   | Lucas                          | Lucas                                     | 5:18                           |
| 3.                             | "Burning Up"                   | Madonna                        | Lucas Benitez [a]                         | 3:41                           |
| 4.                             | "I Know It"                    | Madonna                        | Lucas                                     | 3:45                           |
| 5.                             | "Holiday"                      | Curtis Hudson Lisa Stevens     | Benitez                                   | 6:08                           |
| 6.                             | "Think of Me"                  | Madonna                        | Lucas                                     | 4:53                           |
| 7.                             | "Physical Attraction"          | Lucas                          | Lucas Benitez [a]                         | 6:35                           |
| 8.                             | "Everybody"                    | Madonna                        | Mark Kamins                               | 4:57                           |
| Tổng thời lượng:               | Tổng thời lượng:               | Tổng thời lượng:               | Tổng thời lượng:                          | 40:47                          |

| Madonna – Phiên bản năm 2001 (bản nhạc bổ sung) | Madonna – Phiên bản năm 2001 (bản nhạc bổ sung) | Madonna – Phiên bản năm 2001 (bản nhạc bổ sung) | Madonna – Phiên bản năm 2001 (bản nhạc bổ sung) |
| STT                                             | Nhan đề                                         | Người phối lại                                  | Thời lượng                                      |
| ----------------------------------------------- | ----------------------------------------------- | ----------------------------------------------- | ----------------------------------------------- |
| 9.                                              | "Burning Up" (bản 12")                          | Benitez                                         | 5:59                                            |
| 10.                                             | "Lucky Star" (bản phối mới)                     | Benitez                                         | 7:15                                            |
| Tổng thời lượng:                                | Tổng thời lượng:                                | Tổng thời lượng:                                | 54:01                                           |

Ghi chú
- ^a  nghĩa là người phối lại/sản xuất bổ sung
- Phiên bản mở rộng của "Everybody" (6:02) được sử dụng trong phiên bản năm 2001 của album.[6]
- Phiên bản phối lại của "Holiday" (3:51) được sử dụng trong bản phát hành nhạc số của album.[7]

## Xếp hạng
| Bảng xếp hạng (1983–2019)                     | Vị trí cao nhất |
| --------------------------------------------- | --------------- |
| Album Úc (Kent Music Report)                  | 10              |
| Album Áo (Ö3 Austria)                         | 15              |
| Canada Top Albums/CDs (RPM)                   | 16              |
| Album Croatia Quốc tế (HDU)                   | 2               |
| Album Đan Mạch (Hitlisten)                    | 57              |
| Album Hà Lan (Album Top 100)                  | 7               |
| Album Châu Âu (Eurotipsheet)                  | 14              |
| Album Pháp (SNEP)                             | 8               |
| Album Phần Lan (Suomen virallinen lista)      | 38              |
| Album Đức (Offizielle Top 100)                | 28              |
| Album Hy Lạp (IFPI Greece)                    | 29              |
| Album Hungaria (MAHASZ)                       | 18              |
| Album Ý (FIMI)                                | 50              |
| Album Nhật Bản LP (Oricon)                    | 20              |
| Album New Zealand (RMNZ)                      | 6               |
| Album Scotland (OCC)                          | 48              |
| Album Nam Phi (RiSA)                          | 65              |
| Album Tây Ban Nha (PROMUSICAE)                | 35              |
| Album Thụy Điển (Sverigetopplistan)           | 43              |
| Album Anh Quốc (OCC)                          | 6               |
| Album Anh Quốc Dance (Music Week)             | 8               |
| Album Hoa Kỳ Billboard 200                    | 8               |
| Album Hoa Kỳ Top Dance/Electronic (Billboard) | 12              |
| Album Hoa Kỳ Top R&B/Hip-Hop (Billboard)      | 20              |

| Bảng xếp hạng (1985)                          | Vị trí cao nhất |
| --------------------------------------------- | --------------- |
| Video ca nhạc Anh Quốc (Music Week)           | 1               |
| Hoa Kỳ Top Music Videocassette (Billboard)    | 1               |
| Hoa Kỳ Top 15 Music Videocassettes (Cash Box) | 1               |

| Bảng xếp hạng (2018)        | Vị trí |
| --------------------------- | ------ |
| Album Croatia Quốc tế (HDU) | 3      |

| Bảng xếp hạng (1983)                      | Vị trí |
| ----------------------------------------- | ------ |
| Hoa Kỳ Top 100 Albums (Cash Box)          | 79     |
| Bảng xếp hạng (1984)                      | Vị trí |
| Album Úc (Kent Music Report)              | 10     |
| Album Canada (RPM)                        | 50     |
| Hoa Kỳ Top R&B/Hip-Hop Albums (Billboard) | 15     |
| Hoa Kỳ Top 100 Albums (Cash Box)          | 41     |
| Bảng xếp hạng (1985)                      | Vị trí |
| Album Hà Lan (MegaCharts)                 | 95     |
| Album New Zealand (RMNZ)                  | 28     |
| Hoa Kỳ Billboard 200                      | 25     |
| Bảng xếp hạng (1986)                      | Vị trí |
| Album Hà Lan (MegaCharts)                 | 12     |
| Album Anh Quốc (OCC)                      | 55     |

| Bảng xếp hạng (1985)                   | Vị trí |
| -------------------------------------- | ------ |
| Video ca nhạc Anh Quốc (Gallup)        | 2      |
| Hoa Kỳ Videocassette Sales (Billboard) | 28     |

## Chứng nhận
| Quốc gia                                                                           | Chứng nhận  | Số đơn vị/doanh số chứng nhận |
| ---------------------------------------------------------------------------------- | ----------- | ----------------------------- |
| Argentina (CAPIF)                                                                  | —           | 140,000                       |
| Úc (ARIA)                                                                          | 3× Bạch kim | 250,000                       |
| Brasil (Pro-Música Brasil)                                                         | —           | 310,000                       |
| Canada (Music Canada)                                                              | —           | 100,000                       |
| Pháp (SNEP)                                                                        | Bạch kim    | 300.000*                      |
| Đức (BVMI)                                                                         | Vàng        | 250.000^                      |
| Hồng Kông (IFPI Hồng Kông)                                                         | Bạch kim    | 20.000*                       |
| Israel                                                                             | —           | 10,000                        |
| Italy (AFI)                                                                        | Vàng        | 210,000                       |
| Nhật Bản (RIAJ)                                                                    | —           | 89,710                        |
| Hà Lan (NVPI)                                                                      | Bạch kim    | 100.000^                      |
| New Zealand (RMNZ)                                                                 | Bạch kim    | 15.000^                       |
| South Africa (RISA)                                                                | Vàng        | 25,000                        |
| Tây Ban Nha (PROMUSICAE)                                                           | Vàng        | 50.000^                       |
| Anh Quốc (BPI)                                                                     | Bạch kim    | 300.000^                      |
| Hoa Kỳ (RIAA)                                                                      | 5× Bạch kim | 5.000.000^                    |
| Tổng hợp                                                                           |             |                               |
| Toàn cầu                                                                           | —           | 10,000,000                    |
| * Chứng nhận dựa theo doanh số tiêu thụ. ^ Chứng nhận dựa theo doanh số nhập hàng. |             |                               |

| Quốc gia                                  | Chứng nhận | Số đơn vị/doanh số chứng nhận |
| ----------------------------------------- | ---------- | ----------------------------- |
| Úc (ARIA)                                 | Vàng       | 7.500^                        |
| Hoa Kỳ (RIAA)                             | Bạch kim   | 100.000^                      |
| Tổng hợp                                  |            |                               |
| Toàn cầu                                  | —          | 1,000,000                     |
| ^ Chứng nhận dựa theo doanh số nhập hàng. |            |                               |